# Silent Hill: Ascension
Silent Hill: Ascension (дословно с англ. — «Тихий холм: Вознесение») — интерактивный веб-сериал в жанре психологического ужаса, разработанный канадской студией компьютерных игр Behaviour Interactive и американскими компаниями Genvid, Bad Robot и dj2 Entertainment по лицензии японской компании Konami. Премьера состоялась 31 октября 2023 года на официальном сайте или в приложениях на Android и iOS. Во время премьерного показа зрители принимают решения голосованием в ключевых моментах сюжета, влияя на дальнейший развитие истории. Примерно через неделю после премьерной трансляции студия публикует окончательную версию серии с зафиксированными выборами, сделанными зрителями.
Сериал является спин-оффом основной линейки игр серии.

## Разработка
Разработкой Silent Hill: Ascension занимается сразу несколько студий и компаний: американские Genvid, Bad Robot (кинокомпания продюсера и режиссёра Джей Джея Абрамса) и dj2 Entertainment, а также канадская Behaviour Interactive, известная по своей игре Dead by Daylight. Ранее Behaviour Interactive уже сотрудничала с Konami, выпустив по лицензии набор загружаемого контента для Dead by Daylight по мотивам франшизы Silent Hill. Авторы Ascension описали свой проект как интерактивную игру во вселенной Silent Hill, в которой игрокам дадут возможность влиять на развитие сюжета. При этом Konami заявила, что доступ к Ascension будет круглосуточным. По словам разработчиков, они хотят предложить фанатам франшизы «совершенно новый опыт». Также был запущен официальный сайт проекта, на котором авторы пообещали делиться новой информацией о Silent Hill: Ascension.

## Реакция
Бывший редактор сайта DTF Олег Чимде прокомментировал анонс Silent Hill: Ascension так: «не следует ожидать чего-то хорошего от игры, которая описывается как „интерактивный проект“. Тем более от Bad Robots». Он посетовал на расплывчатое описание игры и неясность формулировки о её «интерактивности». Чимде предположил, что Ascension будет ориентирована на максимально широкую аудиторию, с многопользовательским режимом и мобильным «приложением-компаньоном». Подытожив, журналист посоветовал занизить ожидания от проекта.